# Karsteniomyces peltigerae
Karsteniomyces peltigerae är en lavart som först beskrevs av Petter Adolf Karsten, och fick sitt nu gällande namn av David Leslie Hawksworth 1980. Karsteniomyces peltigerae ingår i släktet Karsteniomyces, divisionen sporsäcksvampar och riket svampar.  Arten är reproducerande i Sverige. Inga underarter finns listade i Catalogue of Life.